# Долишня, Александр Валентинович
Александр Валентинович Долишня (Пустой шаблон {{ВД-Преамбула}} ) — российский хоккеист, защитник.

## Биография
Младший брат хоккеиста Вячеслава Долишни. С четырёх до пяти лет занимался фигурным катанием, как и старший брат. Воспитанник челябинских команд «Калибр» и «Трактор», тренеры Владимир Угрюмов, Геннадий Иконников. С 14 до 16 лет — в московском «Динамо».
Выступал за команды «Надежда» Челябинск (1995/96), «Юниор-Т» Курган (1996/97 — 1997/98), «Носта — Южный Урал» Новотроицк — Орск (1997/98), «Трактор» (1998/99, 2005/06 — 2007/08), ЦСК ВВС Самара (1998/99, 1999/2000), «ЦСК ВВС-2» (1999/2000), «Нефтяник» Альметьевск (2000/01 — 2005/06), «Трактор-2» (2007/08), «Автомобилист» и «Автомобилист-2» (2007/08- 2008/09), «Газовик» Тюмень (2008/09), «Мечел» (2009/10), «Южный Урал» (ВХЛ, 2010).
Играл в чемпионате Казахстана за клубы «Торпедо-2» Усть-Каменогорск, «Бейбарыс» (2010/11 — 2013/14), «Арлан» (2013/14 — 2014/15), «Алматы» (2015/16 — 2016/17).
Чемпион (2011, 2012), серебряный призёр чемпионата Казахстана (2013—2015).